# Колібрі фіолетовогорлий
Колібрі фіолетовогорлий (Archilochus alexandri) — вид колібрі.

## Поширення
Вид поширений вздовж західного узбережжя Північної Америки. Східна межа гніздового ареалу знаходиться в Оклахомі, північна — в Альберті та Британській Колумбії, південна — на півночі Мексики. Взимку птахи мігрують на південь до центральних штатів Мексики. Популяція має тенденцію до збільшення. За 40 років чисельність виду збільшилась на 72,6 %.

## Опис

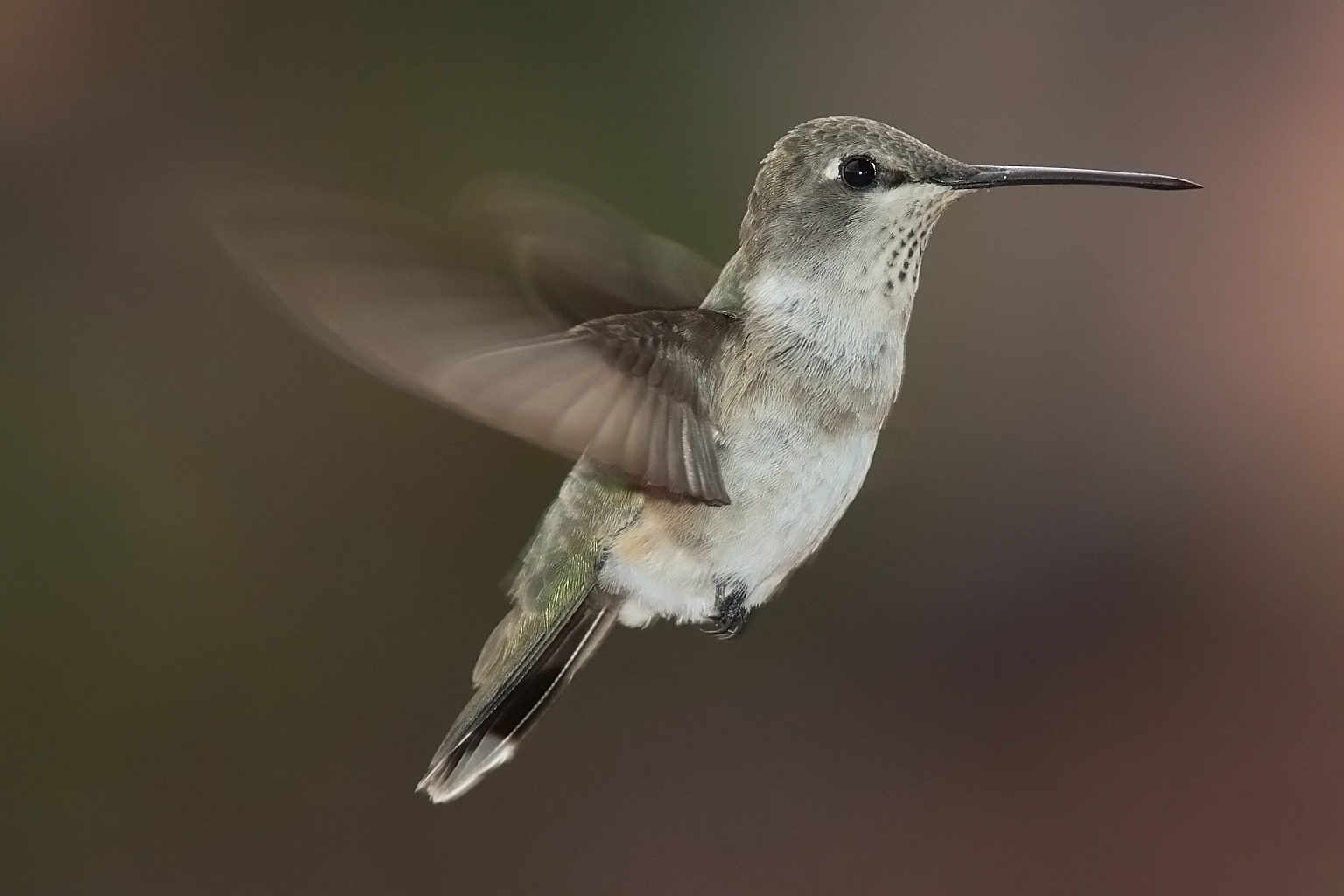
Самиця

Птахи завдовжки 8 см, вагою 3,3–5,8 г. Верхня частина тіла зеленого кольору, нижня — біла. У самців голова та горло повністю чорні, горло від грудей розділяє фіолетова смужка. Хвіст у самців чорний та роздвоєний, у самиць — заокруглений, з білим кінчиком. Дзьоб вузький та тонкий.

## Спосіб життя
Птах трапляється у відкритих лісах, рідколіссях та луках із заростями чагарників. Живиться нектаром та комахами, інколи деревним соком. Збираючи нектар, бере участь у запиленні рослин.
Перед спаровуванням самець приваблює самицю коротким співом (до 10 с) та піруетами в польоті. Самець за сезон спаровується з декількома самицями. У будівництві гнізда та догляді за пташенятами бере участь лише самиця. Вона будує гніздо на чагарнику чи дереві, в лозах, або прикріплює його до дротів чи інших штучних субстратів, на висоті 1,8-3,6 м. Часто гніздо облаштовує поруч з гніздами великих хижих птахів, які не поллють на колібрі. У гнізді 2 яйця (8 мм у діаметрі). Інкубація триває два тижня.
- Колібрі фіолетовогорлий на годівлі
- Самиця у гнізді